# 祝千·官却嘉措
祝千·官却嘉措（？—？）民族及籍贯不详，第三世祝千活佛。

## 生平
官却嘉措是第二世祝千活佛阿旺洛藏旦增成来之后的第三世祝千活佛。其后，为第四世祝千活佛图丹成来南嘉。